# Dermestes carnivorus
Dermestes carnivorus là một loài bọ cánh cứng trong họ Dermestidae. Loài này được Fabricius miêu tả khoa học năm 1775.